# Currach
Currach, Curach eller Curragh er en skindbåd bygget af tynde trælægter. Over trærammen er der strakt sejldug som er smurt med tjære på begge sider. Tidligere blev der brugt skind, gerne okseskind og rammen var af vidjer. Curach er mest kendt på Irlands og Skotlands vestkyst, men findes også i Wales som coracle, et indlandsfartøj af mindre størrelse. Den almindelige konstruktion af denne båd betegnet som en curach er et rammeværk af tynde lægter taget fra piletræer som det derefter blev strakt skind eller sejldug over, fæstet med sammensurrede eller naglede træstykker.

## Historisk båd
Currach blev for første gang nævnt skriftlig af romeren Julius Cæsar som så en sådan båd i det nordlige del af Atlanterhavet, men det var ikke den eneste observation af skindklædte fartøjer han havde nedskrevet i sine bøger. Fra Iberia under den romerske borgerkrig beskrev Cæsar både bygget af pil og derefter overtrukket med skind. Så tidlig som i 200-tallet f.Kr havde den græske historiker Timaios fra Tauromenion (ca. 345- ca. 250 f.Kr) beskrevet fartøjerne som fragtede tin fra Cornwall til det europæiske fastland. Disse var skindklædte både med et rammeværk af vidje.
Et arkæologisk fund af en guldmodel fra ca. 200 f. Kr fundet ved Limavady, County Derry, Nordirland i 1895, viste en stor havgående og rundformet currach med en tømmermast med en rå og ni årer på hver side samt en tung åre som fungerede som styreåre midtskibs. Skibet som guldmodellen havde sit forbildede fra, var ca. 12 meter lang.
Fra den tidligste irske litteratur dateret til 600-tallet e.Kr er flere bådtyper beskrevet i værket «Uraicecht Becc», «ler-longa» for havgående rejser over lange afstande, «baircc», indlandsfartøj bygget af træ, «curach», skindbåd og «lestar», en lille båd af træ. Den romerske forfatter Caius Julius Solinus fra 300-tallet beskrev de britiske øer i værket «Collectanea Rerum Memorabilium»: "Småbådene var formet af bøjelige pinde betrukket med oksehud".
Efterhånden som det romerske styre blev svækket i Britannien i det 4. århundrede, øgedes hyppigheden af irske angreb med store flåder af curacher på den sårbare vestkyst. Flere gange lykkedes det at forhindre angrebene, men de militære ressourcer nærmede sig bristepunktet i Romerriget, som først i år 410 holdt op med at sende soldater til Britannien som derefter blev opgivet. Derefter tiltog angrebene over det Irske Hav med store currach-flåder, da skotterne og pikterne sluttede sig til irerne i plyndringstogterne.
I den vestlige del af Skotland etablerede irske immigranter fra den anden side af Det Irske Hav et kongedømme som derefter opretholdt kontakten med Irland med deres flåder. Breacán, som nedstammet fra Niall Noigíallach, en legendarisk overkonge af Irland som døde i året 405, beretter om, at han havde en flåde på 50 curracher, der som handelfartøjer sejlede mellem Irland og Skotland. Denne flåde forulykkede udenfor den nordirske ø Rathlin i en stærk strøm udløst af tidevandet. Siden da er stedet hvor flåden forsvandt kendt som Coire Breacán (Breacáns heksegryde).
I året 563 drog munken Columba fra Londonderry sammen med tolv følgevenner til søs om bord på en curach til de vestlige øer som straf for hans deltagelse i et militærslag som mislykkedes. Han gik i land på øen Iona på Hebriderne og grundlagde det berømte Iona-kloster, som senere blev et af de største religiøse centre i det vestlige Europa. Andre munke drog også ud på lange sørejser i skindbådene. Mange af beretningerne blev skrevet ned i værket «Immram Brain» (Brans sørejse) efter en maritim tradition indenfor litteraturen, immram («ro rundt») fra tiden før vikingernes ankomst. Bran mac Febail drog ud med tre curracher, hver bemandet med ni roere. Under rejsen kom han til den legendariske ø Tir inna mBan, «Kvindernes land» med hjælp af en kvinde som lods.
Vikingernes ankomst i begyndelsen på 800-tallet fik drastiske følger for den irske litteraturtradition som kun sjældent beskrev de skindklædte både. Først i den sidste halvdel 1100-tallet blev en curach igen nævnt i Gerald af Wales's bog «Topographia Hibernica» fra 1188 om to skibrudne om bord i en lille aflang båd lavet af vidjer og overtrukket med skind.
Gerald of Wales "Topographia hibernica" (1187), beskriver at nogle engelske sømænd med deres skib havde søgt tilflugt i en storm ud for kysten ved Connacht, så to mænd nærme sig i en slank båd af flettematerialer dækket med skind. Besætningen konstaterede, at de to talte irsk og tog dem om bord, hvorefter de gav udtryk for forundring over, at de aldrig aldrig før har set et stort træskib.

## Konstruktion og brug
Bådene er i stand til at bære store tunge belastninger og traditionelt er bemandet med en besætning på tre. De er lette både kan hurtig bæres i sikkerhed. I nutiden har de ofte påmonteret en påhængsmotor, men konstruktionen er det samme som det har været i generationer. Konstruktion og udformning er speciel for vestkysten af Irland og Skotland hvor den varierer i størrelse og form. Historien viser at curach blev brugt til fiskeri og transport langs kysten og på floderne. Der bygges stadig currach både og det arrangeres konkurrencer i kaproning.
Beboerne på Aranøerne og Blasketøerne, benyttede currach med sejl. County Kerry currachs havde ry for elegance og hastighed. Alle var udstyret til sejlads, med en kort mast. I 1840'erne var currachs dækket i koskind stadig udbredt i søen Lough Ree, i Irlands midte. Efterhånden forsvandt de bortset fra den yderste ende af Shannon flodmundingen.